# Centaurea lancifolia
Centaurea lancifolia — вид квіткових рослин айстрових (Asteraceae). Ендемік Криту.

## Середовище
Населяє кам'янисті місцевості.

## Морфологічна характеристика
Це багаторічник 20–30 см заввишки, блідо-зелений, шершавий. Стебла густо облистнені. Листки жорсткі, ланцетоподібні, гострі. Квіткові голови поодинокі. Листочки обгортки жовті, коротко шипасті. Квітки жовті. Період цвітіння: літо.